# Segunda Categoría del Guayas 2018
El campeonato provincial de Segunda Categoría de Guayas 2018 fue la 52.ª edición del torneo de la Segunda Categoría de la provincia de Guayas. El torneo fue organizado por Asociación de Fútbol del Guayas (AFG) y avalado por la Federación Ecuatoriana de Fútbol. El torneo inició el 5 de mayo de 2018 y finalizó el 14 de julio de 2018. Participaron 26 clubes de fútbol y entregó 2 cupos al zonal de ascenso de la Segunda Categoría Nacional 2018 por el ascenso a la Serie B, además el campeón del torneo se clasificó a la primera fase de la Copa Ecuador 2018-19.

## Sistema de campeonato
El sistema para esta edición determinada por la Asociación de Fútbol del Guayas fue de la siguiente maneraː
- Primera fase: Los 26 clubes fueron divididos en 4 grupos de los cuales dos fueron de 7 equipos y los otros 2 grupos de 6 equipos en un sistema de todos contra todos a una sola rueda los dos equipos mejor ubicados clasificaron a la 2.ª fase.

- Segunda fase: Se jugó un play-off con los ocho equipos, en encuentros de ida y vuelta (8 partidos en dos fechas), la ubicación y la numeración estuvo de acuerdo a la puntuación que acumularon en la primera etapa. Una vez ubicados quedaron emparejados de la siguiente manera:

- - Llave 1: 1.° vs. 8.°
  - Llave 2: 2.° vs. 7.°
  - Llave 3: 3.° vs. 6.°
  - Llave 4: 4.° vs. 5.°

Los cuatro equipos que ganaron sus respectivas llaves, pasaron al cuadrangular final del torneo.
- Tercera fase: Los 4 equipos clasificados jugaron el cuadrangular en partidos de ida y vuelta del cual los dos equipos mejor posicionados, fueron el campeón y subcampeón provincial y representaron a la provincia en el zonal.

## Equipos participantes
| Equipos participantes                     | Equipos participantes | Equipos participantes            |
| ----------------------------------------- | --------------------- | -------------------------------- |
|                                           |                       |                                  |
| Equipo                                    | Ciudad                | Estadio                          |
| 9 de Octubre Fútbol Club                  | Guayaquil             | Estadio Alejandro Ponce Noboa    |
| Club Deportivo Everest                    | Guayaquil             | Estadio Alejandro Ponce Noboa    |
| Calvi Fútbol Club                         | Guayaquil             | Estadio Alejandro Ponce Noboa    |
| Panamá Sporting Club                      | Guayaquil             | Estadio Alejandro Ponce Noboa    |
| Club Sport Norte América                  | Guayaquil             | Estadio Alejandro Ponce Noboa    |
| Toreros Fútbol Club                       | Guayaquil             | Estadio Alejandro Ponce Noboa    |
| Club Deportivo ESPOL                      | Guayaquil             | Estadio Alejandro Ponce Noboa    |
| Liga Deportiva Estudiantil                | Guayaquil             | Estadio Alejandro Ponce Noboa    |
| Club Internacional de Guayaquil           | Guayaquil             | Estadio Alejandro Ponce Noboa    |
| Liga Deportiva Universitaria de Guayaquil | Guayaquil             | Estadio Universitario (UG)       |
| Club Estudiantes del Guayas               | Guayaquil             | Estadio Alejandro Ponce Noboa    |
| Asociación Deportiva Naval                | Guayaquil             | Estadio Alejandro Ponce Noboa    |
| Club Deportivo Fedeguayas                 | Naranjal              | Estadio Melecio Suárez Baquerizo |
| Rocafuerte Fútbol Club                    | Guayaquil             | Estadio Complejo La Cemento      |
| Club Deportivo Don Café                   | Guayaquil             | Estadio Alejandro Ponce Noboa    |
| Club Deportivo Sur y Norte                | Guayaquil             | Estadio Alejandro Ponce Noboa    |
| Guayaquil Sport                           | Guayaquil             | Estadio Alejandro Ponce Noboa    |
| Guayaquil Fútbol Club                     | Guayaquil             | Estadio Alejandro Ponce Noboa    |
| Real Fortaleza Fútbol Club                | Guayaquil             | Estadio Alejandro Ponce Noboa    |
| Club Sport Patria                         | Samborondón           | Estadio Arenas de Samborondón    |
| Club Atlético Samborondón                 | Samborondón           | Estadio Arenas de Samborondón    |
| Club Atlético Milagro                     | Milagro               | Estadio Los Chirijos             |
| Club Social y Deportivo Paladín "S"       | Durán                 | Estadio Alejandro Ponce Noboa    |
| Guayas Fútbol Club                        | Durán                 | Estadio Pablo Sandiford          |
| Club Deportivo Banife                     | Daule                 | Estadio Los Daulis               |
| Club Atlético Daule                       | Daule                 | Estadio Los Daulis               |

## Equipos por cantón
| Cantón      | N.º | Equipos |
| ----------- | --- | --- |
| Guayaquil   | 18  | - Toreros F. C. - A. D. Naval - 9 de Octubre F. C. - Calvi F. C. - Don Café - Estudiantes del Guayas - ESPOL - Everest - Guayaquil F. C. - Guayaquil Sport - L. D. Estudiantil - Liga de Guayaquil - Norte América - Panamá S. C. - Rocafuerte F. C. - Sur y Norte - Real Fortaleza - Internacional de Guayaquil |
| Daule       | 2   | - Banife - Atlético Daule |
| Durán       | 2   | - Guayas F. C. - Paladín "S" |
| Samborondón | 2   | - C. S. Patria - Atlético Samborondón |
| Milagro     | 1   | - Atlético Milagro |
| Naranjal    | 1   | - Fedeguayas |

## Primera fase

### Grupo 1

#### Clasificación
| Pos. | Equipo                     | Pts. | PJ | G | E | P | GF | GC | Dif. | Clasificación |
| ---- | -------------------------- | ---- | -- | - | - | - | -- | -- | ---- | ------------- |
| 1    | Toreros F. C.              | 16   | 6  | 5 | 1 | 0 | 18 | 0  | +18  | Segunda etapa |
| 2    | Estudiantes del Guayas     | 13   | 6  | 4 | 1 | 1 | 17 | 7  | +10  | Segunda etapa |
| 3    | Guayas F. C.               | 11   | 6  | 3 | 2 | 1 | 5  | 3  | +2   |               |
| 4    | Panamá S. C.               | 9    | 6  | 3 | 0 | 3 | 11 | 17 | −6   |               |
| 5    | Guayaquil F. C.            | 7    | 6  | 2 | 1 | 3 | 10 | 10 | 0    |               |
| 6    | Calvi F. C.                | 3    | 6  | 1 | 0 | 5 | 6  | 12 | −6   |               |
| 7    | Internacional de Guayaquil | 1    | 6  | 0 | 1 | 5 | 5  | 23 | −18  |               |

 Fuente: Aso Guayas
Criterios de clasificación: 1) Puntos; 2) Diferencia de goles; 3) Goles marcados

#### Resultados
| Guayaquil FC               | 0 - 3     | Toreros FC             | Alejandro Ponce Noboa | 5 de mayo | 09:00     |
| Internacional de Guayaquil | 1 - 3     | Panamá SC              | Alejandro Ponce Noboa | 5 de mayo | 11:15     |
| Calvi FC                   | 2 - 4     | Estudiantes del Guayas | Alejandro Ponce Noboa | 5 de mayo | 13:30     |
| Libre:                     | Guayas FC | Guayas FC              | Guayas FC             | Guayas FC | Guayas FC |

| Panamá SC              | 2 - 1    | Guayaquil FC               | Cancha 2 Aso Guayas | 9 de mayo | 09:00    |
| Estudiantes del Guayas | 3 - 0    | Internacional de Guayaquil | Cancha 2 Aso Guayas | 9 de mayo | 11:15    |
| Toreros FC             | 1 - 0    | Guayas FC                  | Agapito Chuchuca    | 9 de mayo | 16:00    |
| Libre:                 | Calvi FC | Calvi FC                   | Calvi FC            | Calvi FC  | Calvi FC |

| Internacional de Guayaquil | 1 - 2      | Calvi FC               | Alejandro Ponce Noboa | 12 de mayo | 11:15      |
| Guayaquil FC               | 1 - 2      | Estudiantes del Guayas | Alejandro Ponce Noboa | 12 de mayo | 13:30      |
| Guayas FC                  | 1 - 0      | Panamá SC              | Alejandro Ponce Noboa | 12 de mayo | 15:45      |
| Libre:                     | Toreros FC | Toreros FC             | Toreros FC            | Toreros FC | Toreros FC |

| Estudiantes del Guayas | 0 - 1                      | Guayas FC                  | Alejandro Ponce Noboa      | 16 de mayo                 | 09:00                      |
| Panamá SC              | 0 - 4                      | Toreros FC                 | Alejandro Ponce Noboa      | 16 de mayo                 | 11:15                      |
| Calvi FC               | 0 - 1                      | Guayaquil FC               | Cancha 3 Aso Guayas        | 16 de mayo                 | 11:15                      |
| Libre:                 | Internacional de Guayaquil | Internacional de Guayaquil | Internacional de Guayaquil | Internacional de Guayaquil | Internacional de Guayaquil |

| Toreros FC   | 0 - 0     | Estudiantes del Guayas     | Agapito Chuchuca      | 19 de mayo | 16:00     |
| Guayas FC    | 1 - 0     | Calvi FC                   | Alejandro Ponce Noboa | 20 de mayo | 09:00     |
| Guayaquil FC | 6 - 2     | Internacional de Guayaquil | Alejandro Ponce Noboa | 20 de mayo | 15:45     |
| Libre:       | Panamá SC | Panamá SC                  | Panamá SC             | Panamá SC  | Panamá SC |

| Calvi FC                   | 0 - 2        | Toreros FC   | Alejandro Ponce Noboa | 23 de mayo   | 09:00        |
| Estudiantes del Guayas     | 8 - 3        | Panamá SC    | Cancha 2 Aso Guayas   | 23 de mayo   | 09:00        |
| Internacional de Guayaquil | 1 - 1        | Guayas FC    | Cancha 3 Aso Guayas   | 23 de mayo   | 09:00        |
| Libre:                     | Guayaquil FC | Guayaquil FC | Guayaquil FC          | Guayaquil FC | Guayaquil FC |

| Panamá SC  | 3 - 2                  | Calvi FC                   | Cancha 1 Aso Guayas    | 26 de mayo             | 09:00                  |
| Guayas FC  | 1 - 1                  | Guayaquil FC               | Cancha 2 Aso Guayas    | 26 de mayo             | 09:00                  |
| Toreros FC | 8 - 0                  | Internacional de Guayaquil | Cancha 3 Aso Guayas    | 26 de mayo             | 09:00                  |
| Libre:     | Estudiantes del Guayas | Estudiantes del Guayas     | Estudiantes del Guayas | Estudiantes del Guayas | Estudiantes del Guayas |

### Grupo 2

#### Clasificación
| Pos. | Equipo               | Pts. | PJ | G | E | P | GF | GC | Dif. | Clasificación |
| ---- | -------------------- | ---- | -- | - | - | - | -- | -- | ---- | ------------- |
| 1    | Atlético Samborondón | 15   | 5  | 5 | 0 | 0 | 23 | 2  | +21  | Segunda etapa |
| 2    | Guayaquil Sport      | 12   | 5  | 4 | 0 | 1 | 18 | 2  | +16  | Segunda etapa |
| 3    | 9 de Octubre         | 7    | 5  | 2 | 1 | 2 | 7  | 7  | 0    |               |
| 4    | A. D. Naval          | 5    | 5  | 1 | 2 | 2 | 7  | 12 | −5   |               |
| 5    | Norte América        | 4    | 5  | 1 | 1 | 3 | 7  | 9  | −2   |               |
| 6    | Atlético Milagro     | 0    | 5  | 0 | 0 | 5 | 2  | 32 | −30  |               |

 Fuente: Aso Guayas
Criterios de clasificación: 1) Puntos; 2) Diferencia de goles; 3) Goles marcados

#### Resultados
| Norte América    | 0 - 2  | Guayaquil SC         | Cancha 3 Aso Guayas   | 5 de mayo | 09:00 |
| Atlético Milagro | 0 - 14 | Atlético Samborondón | Cancha 3 Aso Guayas   | 5 de mayo | 11:15 |
| AD Naval         | 1 - 1  | 9 de Octubre         | Alejandro Ponce Noboa | 5 de mayo | 15:45 |

| Atlético Samborondón | 4 - 1 | AD Naval         | Alejandro Ponce Noboa | 9 de mayo | 09:00 |
| Guayaquil SC         | 8 - 0 | Atlético Milagro | Alejandro Ponce Noboa | 9 de mayo | 11:15 |
| 9 de Octubre         | 4 - 0 | Norte América    | Alejandro Ponce Noboa | 9 de mayo | 13:30 |

| 9 de Octubre  | 0 - 2 | Atlético Samborondón | Alejandro Ponce Noboa | 12 de mayo | 09:00 |
| AD Naval      | 1 - 4 | Guayaquil SC         | Alejandro Ponce Noboa | 13 de mayo | 09:00 |
| Norte América | 5 - 0 | Atlético Milagro     | Alejandro Ponce Noboa | 13 de mayo | 15:45 |

| Guayaquil SC     | 4 - 0 | 9 de Octubre         | Alejandro Ponce Noboa | 19 de mayo | 09:00 |
| Atlético Milagro | 2 - 3 | AD Naval             | Cancha 1 Aso Guayas   | 19 de mayo | 09:00 |
| Norte América    | 1 - 2 | Atlético Samborondón | Cancha 2 Aso Guayas   | 19 de mayo | 09:00 |

| Atlético Samborondón | 1 - 0 | Guayaquil SC     | Alejandro Ponce Noboa | 25 de mayo | 09:00 |
| AD Naval             | 1 - 1 | Norte América    | Cancha 1 Aso Guayas   | 25 de mayo | 09:00 |
| 9 de Octubre         | 2 - 0 | Atlético Milagro | Cancha 2 Aso Guayas   | 25 de mayo | 09:00 |

### Grupo 3

#### Clasificación
| Pos. | Equipo            | Pts. | PJ | G | E | P | GF | GC | Dif. | Clasificación |
| ---- | ----------------- | ---- | -- | - | - | - | -- | -- | ---- | ------------- |
| 1    | C. S. Patria      | 15   | 5  | 5 | 0 | 0 | 37 | 6  | +31  | Segunda etapa |
| 2    | L. D. Estudiantil | 12   | 5  | 4 | 0 | 1 | 10 | 6  | +4   | Segunda etapa |
| 3    | Atlético Daule    | 9    | 5  | 3 | 0 | 2 | 10 | 9  | +1   |               |
| 4    | Real Fortaleza    | 6    | 5  | 2 | 0 | 3 | 8  | 16 | −8   |               |
| 5    | Liga de Guayaquil | 3    | 5  | 1 | 0 | 4 | 4  | 16 | −12  |               |
| 6    | Sur y Norte       | 0    | 5  | 0 | 0 | 5 | 1  | 17 | −16  |               |

 Fuente: Twitter @asoguayas
Criterios de clasificación: 1) Puntos; 2) Diferencia de goles; 3) Goles marcados

#### Resultados
| CS Patria         | 6 - 1 | Atlético Daule | Samborondón Arena     | 5 de mayo | 16:00 |
| Real Fortaleza    | 2 - 1 | Sur y Norte    | Alejandro Ponce Noboa | 6 de mayo | 09:00 |
| Liga de Guayaquil | 0 - 3 | LD Estudiantil | Alejandro Ponce Noboa | 6 de mayo | 15:45 |

| Atlético Daule | 1 - 0 | Real Fortaleza    | Cancha 2 Aso Guayas   | 9 de mayo  | 13:30 |
| LD Estudiantil | 2 - 4 | CS Patria         | Alejandro Ponce Noboa | 9 de mayo  | 15:45 |
| Sur y Norte    | 0 - 2 | Liga de Guayaquil | Alejandro Ponce Noboa | 10 de mayo | 11:15 |

| Real Fortaleza    | 1 - 2 | LD Estudiantil | Cancha 2 Aso Guayas   | 13 de mayo | 09:00 |
| Liga de Guayaquil | 0 - 7 | CS Patria      | Cancha 2 Aso Guayas   | 13 de mayo | 11:15 |
| Sur y Norte       | 0 - 3 | Atlético Daule | Alejandro Ponce Noboa | 13 de mayo | 13:30 |

| CS Patria         | 11 - 3 | Real Fortaleza | Samborondón Arena     | 19 de mayo | 15:45 |
| Liga de Guayaquil | 1 - 4  | Atlético Daule | Alejandro Ponce Noboa | 19 de mayo | 15:45 |
| LD Estudiantil    | 1 - 0  | Sur y Norte    | Cancha 2 Aso Guayas   | 19 de mayo | 15:45 |

| Sur y Norte    | 0 - 9 | CS Patria         | Alejandro Ponce Noboa | 25 de mayo | 11:15 |
| Real Fortaleza | 2 - 1 | Liga de Guayaquil | Cancha 1 Aso Guayas   | 25 de mayo | 11:15 |
| Atlético Daule | 1 - 2 | LD Estudiantil    | Cancha 2 Aso Guayas   | 25 de mayo | 11:15 |

### Grupo 4

#### Clasificación
| Pos. | Equipo           | Pts. | PJ | G | E | P | GF | GC | Dif. | Clasificación |
| ---- | ---------------- | ---- | -- | - | - | - | -- | -- | ---- | ------------- |
| 1    | Rocafuerte F. C. | 18   | 6  | 6 | 0 | 0 | 44 | 2  | +42  | Segunda etapa |
| 2    | Everest          | 15   | 6  | 5 | 0 | 1 | 22 | 5  | +17  | Segunda etapa |
| 3    | Paladín "S"      | 9    | 6  | 3 | 0 | 3 | 10 | 10 | 0    |               |
| 4    | Fedeguayas       | 9    | 6  | 3 | 0 | 3 | 9  | 17 | −8   |               |
| 5    | Banife           | 6    | 6  | 2 | 0 | 4 | 9  | 21 | −12  |               |
| 6    | ESPOL            | 3    | 6  | 1 | 0 | 5 | 7  | 18 | −11  |               |
| 7    | Don Café         | 3    | 6  | 1 | 0 | 5 | 7  | 35 | −28  |               |

 Fuente: Aso Guayas
Criterios de clasificación: 1) Puntos; 2) Diferencia de goles; 3) Goles marcados

#### Resultados
| Fedeguayas  | 1 - 2         | Banife        | Melecio Suárez Baquerizo | 5 de mayo     | 16:00         |
| ESPOL       | 0 - 3         | Everest       | Alejandro Ponce Noboa    | 6 de mayo     | 11:15         |
| Paladín "S" | 4 - 1         | Don Café      | Alejandro Ponce Noboa    | 6 de mayo     | 13:30         |
| Libre:      | Rocafuerte FC | Rocafuerte FC | Rocafuerte FC            | Rocafuerte FC | Rocafuerte FC |

| Don Café | 0 - 5       | ESPOL         | Alejandro Ponce Noboa | 10 de mayo  | 09:00       |
| Banife   | 0 - 7       | Rocafuerte FC | Alejandro Ponce Noboa | 10 de mayo  | 11:15       |
| Everest  | 3 - 1       | Fedeguayas    | Alejandro Ponce Noboa | 10 de mayo  | 15:45       |
| Libre:   | Paladín "S" | Paladín "S"   | Paladín "S"           | Paladín "S" | Paladín "S" |

| Fedeguayas    | 4 - 2  | Don Café    | Melecio Suárez Baquerizo | 12 de mayo | 12:00  |
| Rocafuerte FC | 2 - 1  | Everest     | Alejandro Ponce Noboa    | 13 de mayo | 11:15  |
| ESPOL         | 0 - 1  | Paladín "S" | Cancha 2 Aso Guayas      | 13 de mayo | 13:30  |
| Libre:        | Banife | Banife      | Banife                   | Banife     | Banife |

| Don Café    | 1 - 17 | Rocafuerte FC | Alejandro Ponce Noboa | 16 de mayo | 13:30 |
| Paladín "S" | 0 - 1  | Fedeguayas    | Cancha 3 Aso Guayas   | 16 de mayo | 13:30 |
| Everest     | 4 - 2  | Banife        | Alejandro Ponce Noboa | 16 de mayo | 15:45 |
| Libre:      | ESPOL  | ESPOL         | ESPOL                 | ESPOL      | ESPOL |

| Rocafuerte FC | 2 - 0   | Paladín "S" | Alejandro Ponce Noboa    | 20 de mayo | 11:15   |
| Fedeguayas    | 2 - 1   | ESPOL       | Melecio Suárez Baquerizo | 20 de mayo | 12:00   |
| Banife        | 0 - 3   | Don Café    | Alejandro Ponce Noboa    | 20 de mayo | 13:30   |
| Libre:        | Everest | Everest     | Everest                  | Everest    | Everest |

| ESPOL       | 0 - 7      | Rocafuerte FC | Alejandro Ponce Noboa | 23 de mayo | 11:15      |
| Don Café    | 0 - 5      | Everest       | Cancha 2 Aso Guayas   | 23 de mayo | 11:15      |
| Paladín "S" | 5 - 0      | Banife        | Cancha 3 Aso Guayas   | 23 de mayo | 11:15      |
| Libre:      | Fedeguayas | Fedeguayas    | Fedeguayas            | Fedeguayas | Fedeguayas |

| Banife        | 5 - 1    | ESPOL       | Cancha 1 Aso Guayas | 26 de mayo | 11:15    |
| Everest       | 6 - 0    | Paladín "S" | Cancha 2 Aso Guayas | 26 de mayo | 11:15    |
| Rocafuerte FC | 9 - 0    | Fedeguayas  | Cancha 3 Aso Guayas | 26 de mayo | 11:15    |
| Libre:        | Don Café | Don Café    | Don Café            | Don Café   | Don Café |

## Segunda fase
Esta etapa la juegan los dos mejores equipos de cada grupo de la etapa anterior, es decir 8 clubes en total, que conforme a los puntos obtenidos se los ubica en una tabla única de posiciones que determinará el orden de los enfrentamientos de la siguiente manera:
- Llave 1: 1.° lugar vs. 8.° lugar
- Llave 2: 2.° lugar vs. 7.° lugar
- Llave 3: 3.° lugar vs. 6.° lugar
- Llave 4: 4.° lugar vs. 5.° lugar

Se enfrentarán en play-offs ida y vuelta donde los ganadores de cada llave pasan a la tercera fase que es el cuadrangular final.

### Tabla de posiciones
| N.º | Equipo                 | Prom  | Pts | PJ | PG | PE | PP | GF | GC | DG  |
| --- | ---------------------- | ----- | --- | -- | -- | -- | -- | -- | -- | --- |
| 1   | Rocafuerte F. C.       | 3,000 | 18  | 6  | 6  | 0  | 0  | 44 | 2  | +42 |
| 2   | C. S. Patria           | 3,000 | 15  | 5  | 5  | 0  | 0  | 37 | 6  | +31 |
| 3   | Atlético Samborondón   | 3,000 | 15  | 5  | 5  | 0  | 0  | 23 | 2  | +21 |
| 4   | Toreros F. C.          | 2,667 | 16  | 6  | 5  | 1  | 0  | 18 | 0  | +18 |
| 5   | Everest                | 2,500 | 15  | 6  | 5  | 0  | 1  | 22 | 5  | +17 |
| 6   | Guayaquil Sport        | 2,400 | 12  | 5  | 4  | 0  | 1  | 18 | 2  | +16 |
| 7   | L. D. Estudiantil      | 2,400 | 12  | 5  | 4  | 0  | 1  | 10 | 6  | +4  |
| 8   | Estudiantes del Guayas | 2,167 | 13  | 6  | 4  | 1  | 1  | 17 | 7  | +10 |

### Partidos
| Fecha               | Lugar       | Local                  |  | Resultado |  | Visitante              |
| ------------------- | ----------- | ---------------------- |  | --------- |  | ---------------------- |
| 2 de junio de 2018  | Guayaquil   | Estudiantes del Guayas |  | 1 – 2     |  | Rocafuerte F. C.       |
| 9 de junio de 2018  | Guayaquil   | Rocafuerte F. C.       |  | 2 – 2     |  | Estudiantes del Guayas |
| 2 de junio de 2018  | Guayaquil   | L. D. Estudiantil      |  | 0 – 8     |  | C. S. Patria           |
| 9 de junio de 2018  | Samborondón | C. S. Patria           |  | 8 – 2     |  | L. D. Estudiantil      |
| 2 de junio de 2018  | Guayaquil   | Guayaquil Sport        |  | 3 – 1     |  | Atlético Samborondón   |
| 9 de junio de 2018  | Guayaquil   | Atlético Samborondón   |  | 2 – 2     |  | Guayaquil Sport        |
| 2 de junio de 2018  | Guayaquil   | Everest                |  | 0 – 1     |  | Toreros F. C.          |
| 10 de junio de 2018 | Guayaquil   | Toreros F. C.          |  | 2 – 2     |  | Everest                |

## Cuadrangular final

### Clasificación
| Pos. | Equipo           | Pts. | PJ | G | E | P | GF | GC | Dif. |  |
| ---- | ---------------- | ---- | -- | - | - | - | -- | -- | ---- |  |
| 1    | Toreros F. C.    | 13   | 6  | 4 | 1 | 1 | 13 | 4  | +9   |  |
| 2    | Guayaquil Sport  | 13   | 6  | 4 | 1 | 1 | 12 | 6  | +6   |  |
| 3    | Rocafuerte F. C. | 9    | 6  | 3 | 0 | 3 | 10 | 5  | +5   |  |
| 4    | C. S. Patria     | 0    | 6  | 0 | 0 | 6 | 5  | 25 | −20  |  |

 Fuente: @AsoGuayas
Criterios de clasificación: 1) Puntos; 2) Diferencia de goles; 3) Goles marcados
|  | Campeón y clasificado a los zonales de Segunda Categoría 2018.     |
|  | Vicecampeón y clasificado a los zonales de Segunda Categoría 2018. |

### Evolución de la clasificación
| Equipo / Jornada | 01 | 02 | 03 | 04 | 05 | 06 |
| ---------------- | -- | -- | -- | -- | -- | -- |
| Toreros F. C.    | 2  | 1  | 1  | 2  | 1  | 1  |
| Guayaquil Sport  | 3  | 3  | 2  | 1  | 2  | 2  |
| Rocafuerte F. C. | 1  | 2  | 3  | 3  | 3  | 3  |
| C. S. Patria     | 4  | 4  | 4  | 4  | 4  | 4  |

### Resultados
| CS Patria  | 1 - 4 | Rocafuerte FC | Samborondón Arena | 16 de junio | 09:00 |
| Toreros FC | 2 - 1 | Guayaquil SC  | Agapito Chuchuca  | 16 de junio | 16:00 |

| Rocafuerte FC | 0 - 1 | Guayaquil SC | Alejandro Ponce Noboa | 20 de junio | 09:00 |
| Toreros FC    | 2 - 0 | CS Patria    | Agapito Chuchuca      | 20 de junio | 16:00 |

| Rocafuerte FC | 0 - 2 | Toreros FC | Alejandro Ponce Noboa | 24 de junio | 09:00 |
| Guayaquil SC  | 4 - 0 | CS Patria  | Alejandro Ponce Noboa | 24 de junio | 11:15 |

| CS Patria  | 3 - 4 | Guayaquil SC  | Samborondón Arena | 30 de junio | 16:00 |
| Toreros FC | 0 - 1 | Rocafuerte FC | Agapito Chuchuca  | 1 de julio  | 16:00 |

| Guayaquil SC | 1 - 0 | Rocafuerte FC | Alejandro Ponce Noboa | 7 de julio | 16:00 |
| CS Patria    | 1 - 6 | Toreros FC    | Samborondón Arena     | 7 de julio | 16:00 |

| Rocafuerte FC | 5 - 0 | CS Patria      | Cancha 2 Aso Guayas   | 14 de julio | 13:15 |
| Guayaquil SC  | 1 - 1 | Toreros FC (C) | Alejandro Ponce Noboa | 14 de julio | 15:30 |

### Campeón
| |
| Toreros Fútbol Club 5.° título Clasifica a los zonales de la Segunda Categoría 2018 - También clasifica Guayaquil Sport Club como vicecampeón. |